# Oswaldo de Bernicia
Oswaldo u Osvaldo (c. 604 - 5 de agosto de 642) fue un rey cristiano de Northumbria en el siglo VII, cuando el territorio de Inglaterra estaba dividida en pequeños reinos regidos por linajes de origen germánico.
Sobrino materno del también rey northumbrio Edwin, en 633 reunificó el reino de Northumbria, un año después de morir su tío, y llegó a ser el monarca más poderoso de su tiempo; el monje Beda el Venerable le incluyó en su lista de Reyes Supremos de la antigua Inglaterra, como práctico sucesor de Edwin.
Murió en la batalla de Maserfield contra el rey pagano Penda, el mismo enemigo que había eliminado a san Edwin diez años atrás. Como este, Oswaldo es también venerado como santo y como mártir, aunque su culto, extraordinariamente popular, ahogó al de su predecesor.
Le sucedió en el trono su hermano Oswiu.